# Срна, Звонимир
Звонимир Срна (хорв. Zvonimir Srna; род. 18 января 1998, Дубровник) — хорватский гандболист, выступает за гандбольный клуб «Загреб» и сборную Хорватии по гандболу. Серебряный призёр чемпионата мира 2025 года. Участник летних Олимпийских игр 2024 года.

## Карьера

### Клубная
Звонимир Срна воспитанник гандбольной школы спортивного клуба «Дубровник». В феврале 2020 года перешёл в «Загреб». С этим клубом выигрывал чемпионат и Кубок Хорватии в 2021, 2022, 2023 и 2024 годах.
Летом 2025 года Срна перейдет во французский гандбольный клуб первого дивизиона «Монпелье».

### Международная карьера в сборной
Хорватия заняла восьмое место на чемпионате Европы 2022 года, а Срна забил четыре гола в трёх сыгранных матчах.
Звонимир принял участие в матчах чемпионата мира 2023 года, сыграл один матч и забил один гол.
В августе 2024 года был включён в состав Хорватии на Олимпийский турнир по гандболу. Сборная Хорватии, сыграв пять матчей не смогла выйти из группы А, а игроки команды завершили участие в турнире.
В 2025 году принял участие в чемпионате мира, который проходил в трёх странах, в том числе на домашней арене в Загребе. Сборная Хорватии, благодаря успешной игре Звонимира, пробилась в финал турнира и стала серебряным призёром. 

## Награды
- Орден Хорватской звезды с ликом Франьо Бучара (10 марта 2025 года)[3]